# Joaquim Vilela de Castro Tavares
Joaquim Villela de Castro Tavares  (Recife, 2 de fevereiro de 1816 — Recife, 1 de março de 1858) foi um jurista, professor e político brasileiro.
Era pai do escritor Joaquim Maria Carneiro Vilella e irmão de Jerônimo Vilela de Castro Tavares. 
Em Pernambuco foi deputado provincial por quatro mandatos e uma vez deputado-geral.
Foi nomeado presidente da província do Ceará, exercendo o cargo  de 28 de abril de 1853 a 20 de fevereiro de 1854.
Colaborou em vários jornais recifenses e publicou o livro Instituições de Direito Público Eclesiástico, Precedido de uma Introdução em que se Explicam os Fundamentos da Religião Cristã (Recife, 1856).
Foi professor na Faculdade de Direito do Recife, além de oficial da Imperial Ordem da Rosa.